# لا وتا (کلرادو)
لا وتا (به انگلیسی: La Veta) شهری در ایالت کلرادو کشور ایالات متحده آمریکا است که جمعیت آن در سرشماری سال ۲۰۱۰ میلادی، ۸۰۰ نفر بوده‌است.

## نگارخانه

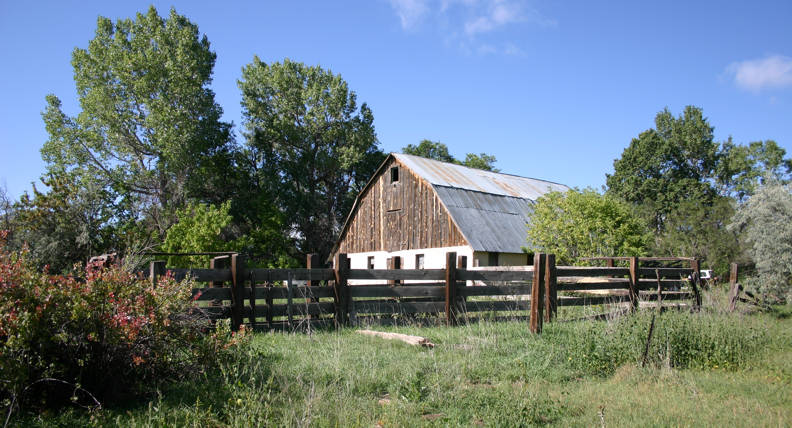
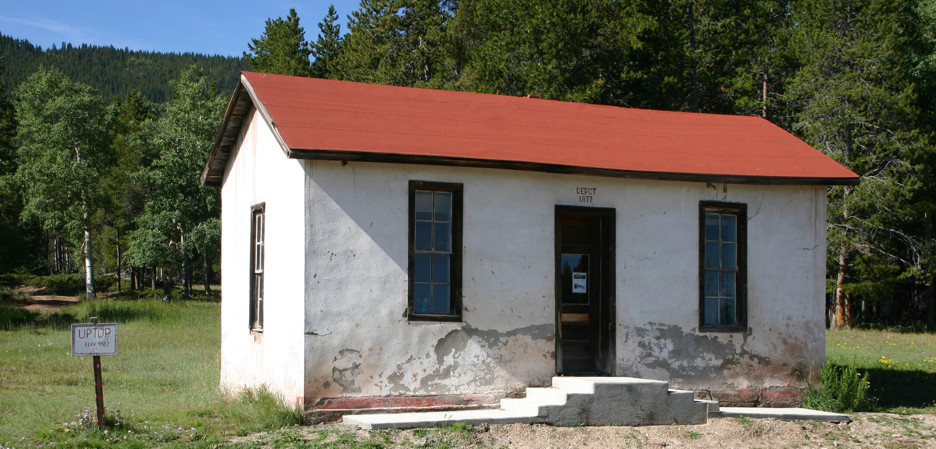
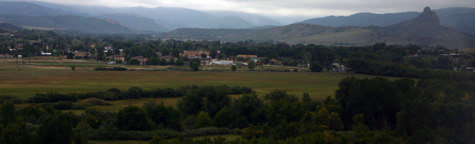